# Holger Wienpahl

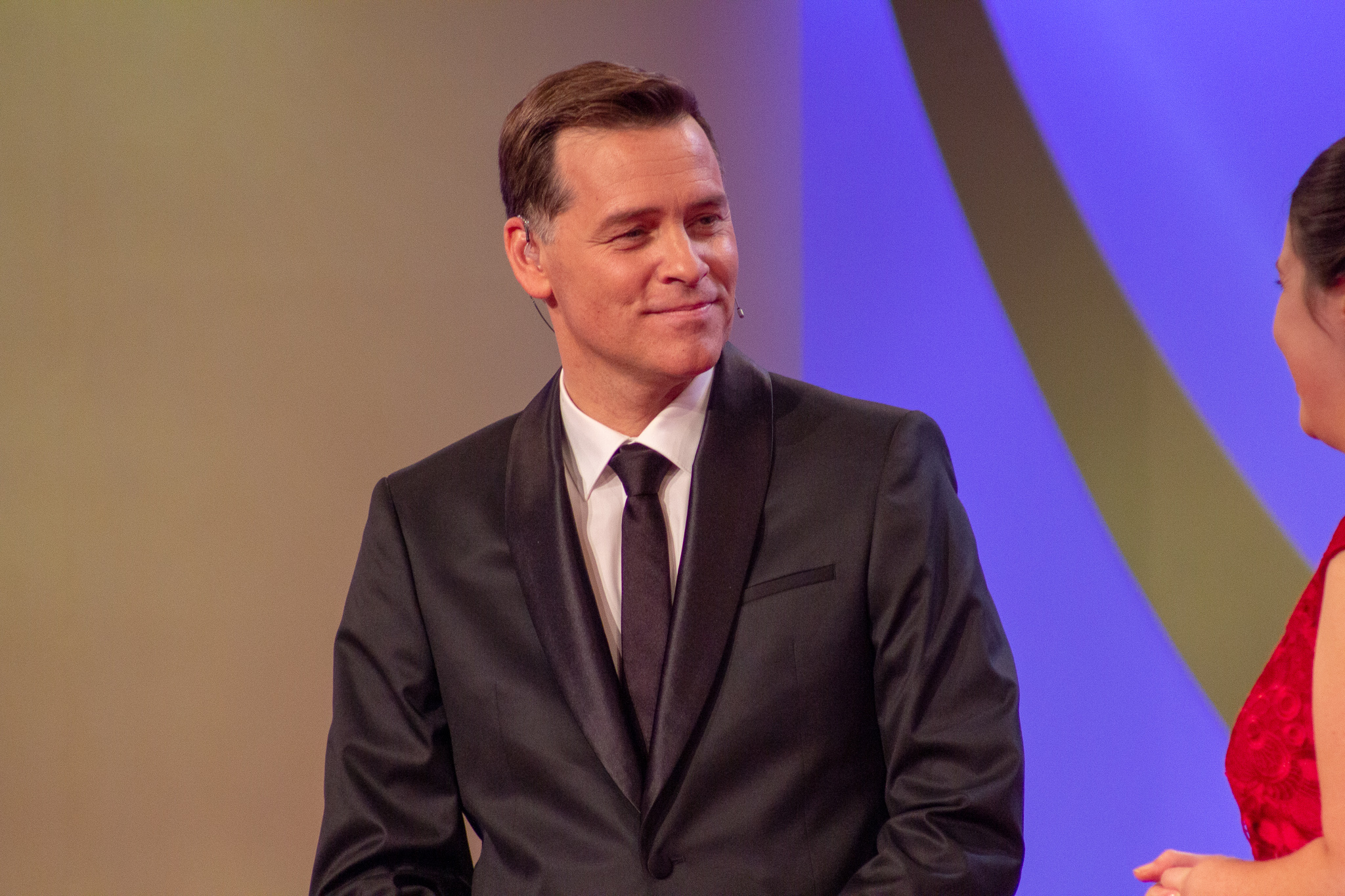
Holger Wienpahl (2018)

Holger Wienpahl (* 30. November 1965 in Wuppertal als Holger Schmitz) ist ein deutscher Sportjournalist und Fernsehmoderator.

## Leben und Karriere
Wienpahl wurde in Wuppertal geboren und besuchte gemeinsam mit Christoph Maria Herbst das Wilhelm-Dörpfeld-Gymnasium, wo die beiden 1985 das Abitur ablegten. Anschließend studierte Wienpahl Geschichte und Sportwissenschaft an der Bergischen Universität Wuppertal, das er im Jahr 1993 als Magister (M.A.) abschloss. Unterdessen war er als freier Mitarbeiter bei der Westdeutschen Zeitung (1987 bis 1993) und beim Südwestfunk (1989 bis 1995) tätig. Nach einem Volontariat beim SWF in Baden-Baden arbeitet Wienpahl seit 1996 als Fernsehredakteur beim heutigen Südwestrundfunk.
Holger Wienpahl ist verheiratet, hat zwei Töchter und lebt in Kirchheimbolanden. Er ist Fan des Wuppertaler SV.
Moderation (Auswahl)
- 1999–2019: Flutlicht
- 2007–2011: WegGefährten
- 2009–2023: ARD-Buffet
- seit 2011: Landesschau Rheinland-Pfalz
- Sportschau, unter anderem bei alpinen Skiwettbewerben
- Wahl der deutschen Weinkönigin[5]